# Iancu Jianu (Olt)
Iancu Jianu è un comune della Romania di 4 596 abitanti, ubicato nel distretto di Olt, nella regione storica dell'Oltenia. 
Il comune è formato dall'unione di 3 villaggi: Dobriceni, Iancu Jianu, Preotești.